# Христо Михайлов
 Тази статия е за дееца на БКП.  За българския футболист вижте Христо Михайлов (футболист).  
Христо Михайлов Попов е политически и военен деец на БРП (к). Участник и ръководител на комунистическото съпротивително движение по време на Втората световна война. Командир на така наречената Народоосвободителна въстаническа армия (НОВА). Генерал-полковник (посмъртно). Брат на армейски генерал Иван Михайлов и Любомир Михайлов.

## Биография
Христо Михайлов е роден на 18 април 1893 г. във Видин. През 1911 – 1912 г. работи като учител в с. Извор, Видинско. Участва в Балканската война (1912 – 1913). През 1914 г. завършва Школата за запасни офицери. Участва в Първата световна война. Попада в плен е и до 1920 г. е в пленнически лагер край Солун. През 1918 г. става член на БРСДП (т.с.)
След завръщането си в България се включва в организацията на БКП (т.с.) в град Фердинанд и през 1921 г. е избран в ръководството ѝ.
Участва в Септемврийското въстание от 1923 г. Командва отряд при овладяването на Фердинанд. Заедно със Замфир Попов участва в завземането на Берковица, а с Георги Дамянов – в Бойчиновския бой. След разгрома на въстанието емигрира в Югославия. Осъден е задочно на смърт по ЗЗД.
През 1924 г. се завръща нелегално в България. Участва в подготовката на ново въстание срещу режима на Демократическия сговор във Видин, а по-късно в Пловдив. По време на априлските събития през 1925 г. е арестуван, затворен и повторно осъден на смърт по ЗЗД. По-късно присъдата му е заменена с доживотна.
Излиза от затвора през 1937 г. Установява се в София и същата година е избран за член на ЦК на БРП (к). Завършва специалност право в Софийския университет.
Участник и ръководител на комунистическото съпротивително движение по време на Втората световна война. До юни 1941 г. многократно е изпращан в концентрационни лагери. Излиза в нелегалност и след гибелта на Цвятко Радойнов е командир на Централната военна комисия на БРП (к). След гибелта на Емил Марков е командир на т.нар. Народоосвободителна въстаническа армия. Участва в изработването на бойния устав на партизаните.
През юли 1942 г. за трети път е осъден задочно на смърт по ЗЗД в Процеса срещу ЦК на БРП. При полицейска блокада на София през февруари 1944 г. след престрелка е тежко ранен, заловен и убит.
Фердинандският партизански отряд е наименуван „Христо Михайлов“.
От 1945 до 1993 г. областният град Фердинанд носи името на Христо Михайлов – Михайловград.